# Cerebus
Cerebus er en tegneseriefigur, et jordsvin, skabt af canadieren Dave Sim. Cerebus er også navnet på serien, der er den længste selv-udgivne tegneserie nogensinde og den længste engelsksprogede tegneserie skrevet af en enkelt person med samme tegnere (Sim har tegnet den selv med Gerhard som assistent). 
Tegneserien, der startede som en parodi på Conan Barbaren, udkom fra 1977 til 2004, hvorefter den bestod af 6000 sider udgivet i 300 hæfter.
Historien om Cerebus er lang og kompliceret, begynder som fantasy og reflekterer efterhånden stadig mere over det moderne nordamerikanske samfund og bliver samtidig stadig mere selvrefererende.
| Taleboble | Spire Denne tegneserieartikel er en spire som bør udbygges. Du er velkommen til at hjælpe Wikipedia ved at udvide den. |